# Усцьонж
Усцьонж (пол. Uściąż) — село в Польщі, у гміні Карчміська Опольського повіту Люблінського воєводства.
Населення — 466 осіб (2011).

## Демографія
Демографічна структура станом на 31 березня 2011 року:
|          | Загалом | Допрацездатний вік | Працездатний вік | Постпрацездатний вік |
| -------- | ------- | ------------------ | ---------------- | -------------------- |
| Чоловіки | 232     | 47                 | 157              | 28                   |
| Жінки    | 234     | 43                 | 134              | 57                   |
| Разом    | 466     | 90                 | 291              | 85                   |